# Fratria (przedsiębiorstwo)
Fratria – medialna spółka producencka działająca w obszarach internetowym, prasowym i wydawniczym; wydawca tygodników „Sieci” i „ABC”, portali internetowych wPolityce.pl, wNas.pl i wGospodarce.pl oraz telewizji WPolsce24 (dawniej wPolsce.pl).

## Opis
Spółka została zawiązana 18 czerwca 2012 roku, a zarejestrowana 10 sierpnia 2012 roku. Udziałowcami spółki są:
- Spółdzielczy Instytut Naukowy G. Bierecki Spółka Jawna (28 000 udziałów o łącznej wartości 2,8 mln zł),
- Apella Spółka Akcyjna (15 606 udziałów o łącznej wartości 1,56 mln zł).
- Jacek Karnowski (9050 udziałów o łącznej wartości 905 tys. zł).

Spółka wydała pierwszy numer czasopisma „W Sieci” z datą 26 listopada 2012 roku.
Prezesem zarządu spółki jest Romuald Orzeł. Członkami rady nadzorczej są Anna Karnowska, Grzegorz Bierecki, Tomasz Kruszewski. Romuald Orzeł jest również prezesem zarządu głównego udziałowca Fratrii, spółki Apella SA (wcześniej Media SKOK Sp. z o.o.) założonej przez SKOK Holding S.à.r.l. z siedzibą w Luksemburgu.